# 措伊伦罗达-特里伯斯
措伊伦罗达-特里伯斯（德語：Zeulenroda-Triebes，發音：[ˌtsɔʏlənˈʁoːda ˈtʁiːbəs] ⓘ）是德国图林根州格赖茨县的城市，面积135.15平方千米，2023年12月31日人口为15,890人。

## 历史
该市镇于2006年2月1日由市镇措伊伦罗达和特里伯斯合并而成。2011年12月1日，市镇梅尔肯多夫、锡尔伯费尔德和察德尔斯多夫并入措伊伦罗达-特里伯斯。2012年12月31日，市镇福格特伦迪舍斯奥伯兰解散，原属该市镇的阿恩斯格林（包括比纳，但不包括奥伊本贝格）、贝恩斯格林（包括弗罗乔和申布伦）和珀尔维茨（包括多比亚和沃尔夫斯海恩）并入措伊伦罗达-特里伯斯。

## 友好城市
措伊伦罗达-特里伯斯与以下城市结为友好城市：
- 德国 布伦茨河畔京根
- 捷克 奧爾利采河畔科斯泰萊茨
- 德国 诺因基兴阿姆桑德
- 捷克 尼扎尼
- 法國 圣弗洛里娜
- 奥地利 维斯